# Baggböle, Njurunda
För andra betydelser, se Baggböle.
Baggböle är en by sydväst om Njurundabommen, i Njurunda socken i Sundsvalls kommun, Västernorrlands län, mellan sjöarna Norr-Björken och Sör-Björken. 

## Historia
Under slutet av andra världskriget (1944-1945) var ett utbildningsläger för bataljon III i det norska hemliga arméförband som kallades polistrupperna förlagt till Baggböle. Här fick norska manliga flyktingar militär utbildning. En minnessten till minne av lägret restes 1988. 1997 kompletterades med en informationstavla av norska veteraner.

## Etymologi
Ortnamnsefterledet -böle är omljud av -bol, som betyder gård, nybygge, nyodling. Ortnamn med detta efterled härrör från medeltiden eller senare.